# Procurador de los Derechos Humanos (Guatemala)
El Procurador de los Derechos Humanos (PDH) es un Comisionado del Congreso de la República de Guatemala para garantizar el cumplimiento de los Derechos Humanos establecidos en la Constitución Política de la República de Guatemala, la Declaración Universal de los Derechos Humanos, convenios, tratados suscritos y ratificados por el país sobre dicha materia. Es quien dirige la Procuraduría de los Derechos Humanos para el ejercicio de su cargo. También es llamado Magistrado de Conciencia. 
El Procurador de los Derechos Humanos es una de las tres instituciones que fueron incluidas en la Constitución de 1985, las otras dos son la Corte de Constitucionalidad (CC) y el Tribunal Supremo Electoral (TSE).

## Procurador de los Derechos Humanos
El Procurador de los Derechos Humanos es un Comisionado del Congreso de la República para garantizar el cumplimiento de los Derechos Humanos. Para el cumplimiento de las atribuciones que la Constitución Política de la República le asigna y la Ley de la Comisión de Derechos Humanos del Congreso de la República de Guatemala y del Procurador de los Derechos Humanos, no está supeditado a organismo, institución o funcionario alguno, y actuará con absoluta independencia.
La persona que es electa para el cargo de procurador de los Derechos Humanos debe reunir las mismas calidades que se requieren para ser magistrado de la Corte Suprema de Justicia y goza de las mismas inmunidades y prerrogativas de los Diputados al Congreso. Quien es electo como Procurador, no puede desempeñar otros cargos públicos ni fungir en cargos directivos de partidos políticos, de organizaciones sindicales, patronales o laborales. Tampoco puede ejercer la profesión ni fungir como ministro de cualquier religión o culto y con el ejercicio de la profesión.
En Guatemala, el procurador es electo por el Pleno del Congreso para un período improrrogable de cinco años, por el Pleno del Congreso. Necesita como mínimo dos tercios del total de votos, en una sesión especialmente convocada para el efecto. Es electo de una terna de candidatos propuesta por la Comisión de Derechos Humanos del Congreso, en un plazo de 30 días contados a partir de la entrega de dicho listado.
Para el cumplimiento de sus funciones, cuenta con el auxilio de dos Procuradores Adjuntos. Estos le pueden sustituir, por orden de nombramiento, en caso de impedimento o de ausencia temporal y ocuparán el cargo en caso quede vacante, en tanto se elige al nuevo titular. Estos procuradores adjuntos deben reunir las mismas calidades requeridas para el cargo de Procurador y son designados directamente por éste.

### Funciones

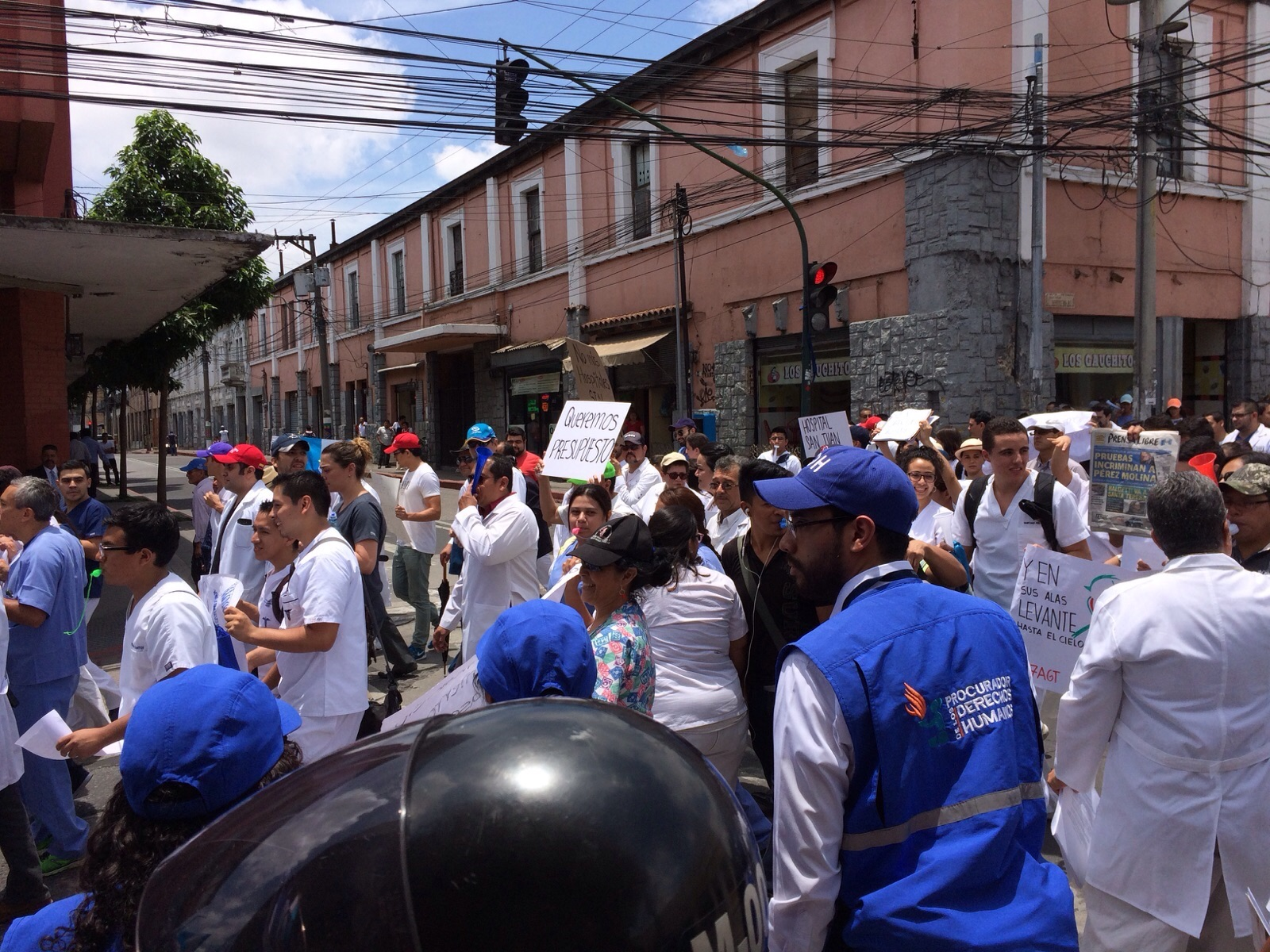
Personal de la Procuraduría de los Derechos Humanos observando el desarrollo de las manifestaciones durante el paro nacional contra el presidente Otto Pérez Molina el 27 de agosto de 2015 en la Plaza de la Constitución en la Ciudad de Guatemala.

El Procurador de los Derechos Humanos tiene las siguientes atribuciones esenciales:
1. Promover el buen funcionamiento y la agilización de la gestión administrativa gubernamental, en materia de derechos humanos;
2. Investigar y denunciar comportamientos administrativos lesivos a los intereses de las personas;
3. Investigar toda clase de denuncias que le sean planteadas por cualquier persona, sobre violaciones a los derechos humanos;
4. Recomendar privada o públicamente a los funcionarios la modificación de un comportamiento administrativo objetado;
5. Emitir censura pública por actos o comportamientos en contra de los derechos constitucionales;
6. Promover acciones o recursos, judiciales o administrativos, en los casos en que sea procedente; y
7. Las otras funciones y atribuciones que le asigne la Ley de la Comisión de Derechos Humanos del Congreso de la República de Guatemala y del Procurador de los Derechos Humanos.

Otras atribuciones:
1. Promover y coordinar con las dependencias responsables, para que, en los programas de estudio en los establecimientos de enseñanza, oficiales y privados, se incluya la materia específica de los Derechos Humanos, que deberá ser impartida en los horarios regulares y a todos los niveles educativos
2. Desarrollar un programa permanente de actividades para que examinen aspectos fundamentales de los Derechos Humanos, se realicen informes, compilaciones, estudios, investigaciones jurídico-doctrinales, publicaciones, campañas divulgativas y cualesquiera otras actividades de promoción, con el propósito de hacer conciencia en los diversos sectores de la población sobre la importancia de estos derechos;
3. Establecer y mantener comunicación con las diferentes organizaciones intergubernamentales, gubernamentales y no gubernamentales, nacionales o extranjeras, encargadas de la defensa y promoción de los Derechos Humanos;
4. Divulgar en el mes de enero de cada año, por los medios de comunicación social, el informe anual y los informes extraordinarios a que se refiere esta ley
5. Participar en eventos internacionales en materia de Derechos Humanos;
6. Recibir, analizar e investigar toda denuncia de violación de los Derechos Humanos que presenten en forma oral o escrita cualquier grupo, persona individual o jurídica;
7. Iniciar de oficio las investigaciones que considere necesarias en los casos que tenga conocimiento sobre violaciones de los Derechos Humanos;
8. Investigar en cualquier local o instalación, sobre indicios racionales que constituyan violación sobre cualesquiera de los Derechos Humanos, previa orden de juez competente. La inspección no requiere la notificación previa a los funcionarios o encargados de quien, directa o indirectamente, dependen los locales o instalaciones;
9. Exigir de particulares, funcionarios y empleados públicos de cualquier jerarquía, al presentarse a los locales o instalaciones referidos en la literal anterior, la exhibición inmediata de toda clase de libros, documentos, expedientes, archivos, incluso los almacenados en computadora, para lo cual se acompañará de los técnicos necesarios; queda a salvo, lo preceptuado por los artículos 24 y 30 de la Constitución Política de la República de Guatemala;
10. Emitir resolución de censura pública en contra de los responsables materiales y/o intelectuales de la violación de los Derechos Humanos, cuando el resultado de la investigación arribe a esa conclusión;
11. Organizar la Procuraduría de los Derechos Humanos y nombrar, amonestar y remover al personal de la misma, de conformidad con el reglamento respectivo; y
12. Elaborar el proyecto de presupuesto anual de la Procuraduría y remitirlo a la Comisión de Derechos Humanos del Congreso de la República, para que sea incluido en el Presupuesto General de Ingresos y Egresos del Estado.

El Procurador, de oficio o a instancia de parte, actúa para que, durante el régimen de excepción, se garanticen a plenitud los derechos fundamentales cuya vigencia no hubiere sido expresamente restringida. Para la eficacia y el cumplimiento de sus funciones todos los días y horas son hábiles.

### Revocatoria y Cesación
Con el voto favorable de las dos terceras partes del total de diputados, el Congreso de la República puede cesar en sus funciones al Procurador y declarar vacante el cargo por cualquiera de siguientes causas:
- Incumplimiento manifiesto de las obligaciones que le atribuye la Constitución y la Ley de la Comisión de Derechos Humanos del Congreso de la República y del Procurador de los Derechos Humanos.
- Participación material o intelectual, comprobada, en actividades de política partidista.
- Por renuncia.
- Por muerte o incapacidad sobreviniente.
- Ausencia inmotivada del territorio nacional por más de 30 días consecutivos.
- Por incurrir en incompatibilidad conforme lo previsto por la Ley de la Comisión de Derechos Humanos del Congreso y del Procurador de los Derechos Humanos.
- Por haber sido condenado en sentencia firme por delito doloso.[1]

## Organización
La institución del Procurador de los Derechos Humanos se organiza de acuerdo a la Ley de la Comisión de los Derechos Humanos y el procurador de los Derechos Humanos y conforme a su política interina, esto es de la siguiente manera:
- Comisión de los Derechos Humanos
- Procurador de los Derechos Humanos
  - Procurador Adjunto I
  - Procurador Adjunto II
  - Secretaria General
  - Gerencia Administrativa Financiera
    - Unidades sustantivas
      - Dirección de Promoción y Educación
      - Dirección de Procuración
      - Dirección de Auxiliaturas (35 auxiliaturas en el ámbito nacional)
      - Dirección de Defensorías
        - Defensoría de las Personas con Discapacidad
        - Defensoría de las Personas Usuarias del Transporte Público
        - Defensoría de las Personas Mayores
        - Defensoría de la Juventud
        - Defensoría del Derecho a la Alimentación
        - Defensoría de la Salud
        - Defensoría de las Personas de la Diversidad Sexual
        - Defensoría de los Derechos de la Niñez y Adolescencia
        - Defensoría de la Mujer
        - Defensoría de los Pueblos Indígenas
        - Defensoría de las Personas Víctimas de Trata
        - Defensoría de las Personas Consumidoras y Usuarias
        - Defensoría de las Personas Trabajadoras
        - Defensoría de las Personas Migrantes
        - Defensoría Socio Ambiental
        - Defensoría del Debido Proceso y Personas Privadas de Libertad
        - Defensoría de las Personas Defensoras de Derechos Humanos y Periodistas

      - Secretaría de Acceso a la Información Pública
      - Observatorio del Procurador de los Derechos Humanos

## Lista de los Procuradores de los Derechos Humanos
A continuación se presentan las personas que han ocupado el cargo desde que se creó en 1985.
| N.º | Imagen | Procurador de los Derechos Humanos   | Período                                                                                                  |
| --- | ------ | ------------------------------------ | --- |
| 01  |        | Lic. Gonzalo Menéndez de la Riva     | 13 de agosto de 1987-noviembre de 1989 (titular)                                                         |
| 02  |        | Lic. Ramiro de León Carpio           | 8 de diciembre de 1989-19 de agosto de 1992 (interino) 19 de agosto de 1992-5 de julio de 1993 (titular) |
| 03  |        | Dr. Jorge Mario García Laguardia     | 1 de julio de 1993-19 de agosto de 1997                                                                  |
| 04  |        | Dr. Julio Eduardo Arango Escobar     | 19 de agosto de 1997-20 de agosto de 2002                                                                |
| 05  |        | Dr. Sergio Fernando Morales Alvarado | 20 de agosto de 2002-20 de agosto de 2007 20 de agosto de 2007-20 de agosto de 2012 (2 periodos)         |
| 06  |        | Dr. Jorge De León Duque              | 20 de agosto de 2012-20 de agosto de 2017                                                                |
| 07  |        | Dr. Augusto Jordán Rodas Andrade     | 20 de agosto de 2017-20 de agosto de 2022                                                                |
| 08  |        | Dr. José Alejandro Córdova Herrera   | Desde el 20 de agosto de 2022                                                                            |